# Цариградски сабор (861)
Цариградски сабор (861) је био помесни сабор Православне цркве, који је одржан 861. године у Цариграду. На њему је донето седамнаест канона. Првих седам канона се баве организацијом и уређењем монашког живота, те правима ктитора и односом манастира према надлежним епископима. Остали канони решавају различита дисциплинска питања.
На овом сабору је такође однета и одлука којом се ранији избор цариградског патријарха Фотија потврђује као законит, са чим су се званично сагласили и легати Римске цркве, који су учествовали у раду сабора.